# Richard Jordan
Robert Anson Jordan, Jr. (ur. 19 lipca 1937 w Nowym Jorku, zm. 30 sierpnia 1993 w Los Angeles) – amerykański aktor.

## Życiorys

### Wczesne lata
Urodził się w Nowym Jorku jako syn Constance Hand–Jordan i Roberta Ansona Jordana. W 1942, kiedy miał pięć lat, jego rodzice rozwiedli się. Jego matka wyszła za mąż za Newbolda Morrisa, przewodniczącego rady miasta Nowy Jork. Richard Jordan uczęszczał do Hotchkiss School w Lakeville w Connecticut. W 1958 ukończył studia na Harvard University, po czym zajął się aktorstwem.

### Kariera
W 1961 debiutował na Broadwayu w roli Alexa Loomisa w komedii Take Her, She’s Mine z Artem Carneyem i Elizabeth Ashley. W 1962 wystąpił jako Lorenzo w produkcji off–broadwayowskiej Kupiec wenecki u boku Jamesa Earla Jonesa. Później współpracował z Josephem Pappem przy adaptacjach sztuk Williama Shakespeare’a. W 1989 wyreżyserował off–broadwayowskiego Makbeta z udziałem Raúla Julii i Thomasa Gibsona.
Od lat 60. występował w produkcjach telewizyjnych. W 1971 zagrał w dwóch westernach – Szeryfie Michaela Winnera u boku Burta Lancastera, Roberta Ryana, Lee J. Cobba i Roberta Duvalla oraz Valdez przybywa na podstawie powieści Elmore’a Leonarda z Burtem Lancasterem, a także w dreszczowcu Alana J. Pakuli Klute z Jane Fondą. Za rolę irlandzkiego imigranta Josepha Armagha w miniserialu NBC Kapitanowie i królowie (Captains and the Kings, 1976) otrzymał Złoty Glob dla najlepszego aktora w serialu dramatycznym.
Kontynuował karierę teatralną w Los Angeles. Wystąpił w filmach: Ucieczka Logana (1976), Wnętrza (1978), Diuna (1984) jako Duncan Idaho i Polowanie na Czerwony Październik (1990) jako Jeffrey Pelt. Dwa miesiące po jego śmierci miała miejsce premiera Gettysburga, w którym zagrał swoją ostatnią rolę – konfederackiego generała Lewisa Armisteada.

## Życie prywatne
22 stycznia 1964 poślubił aktorkę Kathleen Widdoes, z którą miał córkę Ninę (ur. 1964). W 1972 doszło do rozwodu. W latach 1976–1985 był związany z aktorką Blair Brown, z którą miał syna Roberta Christophera Handa (ur. 1983). Od 1985 jego partnerką była Marcia Cross.
Gdy u Richarda Jordana rozpoznano nowotwór ośrodkowego układu nerwowego, z powodu choroby musiał zrezygnować z otrzymanej roli w Ściganym (zastąpił go Jeroen Krabbé). Zmarł 30 sierpnia 1993 w Los Angeles.

## Wybrana filmografia
- 1971: Szeryf
- 1971: Valdez przybywa
- 1972: The Trial of the Catonsville Nine
- 1972: Chato’s Land
- 1973: Kamouraska
- 1973: Przyjaciele Eddiego
- 1974: Yakuza
- 1975: Rooster Cogburn
- 1976: Ucieczka Logana
- 1978: Wnętrza
- 1980: Podnieść Titanica
- 1981: Bunkier
- 1984: Diuna
- 1985: Niebezpieczna aura
- 1986: Tylko dla panów
- 1986: Solarbabies
- 1987: Zabójstwo Mary Phagan
- 1987: McCall
- 1987: Tajemnica mojego sukcesu
- 1989: Romero
- 1990: Polowanie na Czerwony Październik
- 1991: Bomba zegarowa
- 1991: Krzyk
- 1993: Gettysburg